# Грејсмонт (Оклахома)
Грејсмонт (енгл. Gracemont) град је у америчкој савезној држави Оклахома.

## Демографија
По попису из 2010. године број становника је 318, што је 18 (-5,4%) становника мање него 2000. године.
| Група             | 2000.       | 2010.       |
| Белци             | 263 (78,3%) | 236 (74,2%) |
| Афроамериканци    | 0 (0,0%)    | 2 (0,6%)    |
| Азијати           | 0 (0,0%)    | 1 (0,3%)    |
| Хиспаноамериканци | 32 (9,5%)   | 19 (6,0%)   |
| Укупно            | 336         | 318         |